# Кошачьи сомы (род)
Кошачьи сомы (лат. Ameiurus) — род пресноводных лучепёрых рыб семейства икталуровых. В составе рода выделяют 7 видов. Размер от 28 до 95 см. Распространены в Северной Америке.

## Классификация
- Ameiurus brunneus
- Ameiurus catus — Белый сомик
- Ameiurus melas — Чёрный сомик
- Ameiurus natalis — Жёлтый сомик
- Ameiurus nebulosus — Американский сомик
- Ameiurus platycephalus
- Ameiurus serracanthus